# Le audacie del cuore
Le audacie del cuore (Les Audaces de cœur) è un cortometraggio muto del 1913 diretto da Louis Feuillade e da Léonce Perret.

## Produzione
Il film fu prodotto dalla Société des Etablissements L. Gaumont.

## Distribuzione
Distribuito dalla Société des Etablissements L. Gaumont, uscì nelle sale cinematografiche francesi nel gennaio 1913.